# Liste des comarques de Navarre

## Zonage de 2000
Division de la Navarre en zones, sous-zones et régions selon le zonage de "Navarra 2000".
Le zonage général a été défini avec « Zonificación Navarra 2000 » et il est utilisé à plusieurs niveaux. Il est accepté formellement par d'autres institutions étrangères au Gouvernement de Navarre (Ministère Agriculture, la Pêche et de l'Alimentation), mais le manque d'un règlement adéquat ne permet pas son utilisation générale avec une nomenclature homogène.
| Zones                       | Sous-zones | Régions |
| --------------------------- | --- | --- |
| Zone nord-ouest :           | - Ultzamaldea - Leitzaldea (Norte de Aralar) - Sakana (Barranca) - Baztan ou Baztanaldea - Malerreka (Alto Bidasoa) - Bortziriak (Cinco Villas) | - 01 Baztan - 02 Bortziriak - 03 Bertizarana-Malerreka - 04 Basaburua Artea - 05 Arakil - 06 Burunda - 07 Basaburua Barrena - 08 Araitz - 09 Larraun - 10 Ultzama - 11 Atetz-Imotz - 12 Oláibar-Ezcabarte - 13 Basaburua Goiena     |
| Zone Pyrénéenne :           | - Roncal-Salazar (Erronkari-Zaraitzu) - Lumbier (Irunberrialdea) - Aoiz (Agoitzaldea) - Auñamendi                                               | - 14 Aoiz - 15 Lumbier-Romanzado - 16 Urraúl (Urraúl Alto et Urraúl Bajo) - 17 Aezkoa sud - 18 Aezkoa nord - 19 Roncevaux - 20 Esteribar - 21 Vallée d'Arce - 22 Navascués - 23 Ochagavía - 24 Vallée de Roncal                     |
| Pampelune :                 | - Cuenca de Pampelune (Iruñerria) - Puente la Reina (Izarbeibarra)                                                                              | - 25 Bassin centre - 26 Bassin nord-est - 27 Bassin sud-est - 28 Echauri-Olza - 29 Egüés - 30 Goñi-Ollo - 31 Izarbeibarra-Puente la Reina-Gares - 32 Artazu-Guirguillano                                                            |
| Tierra Estella :            | - Estella occidentale (Vianaldea) - Estella orientale (Lizarraldea)                                                                             | - 33 Haut Ega - 34 Yerri-Guesálaz - 35 Solana - 36 Allo-Oteiza - 37 Améscoas - 38 Los Arcos - 39 Estella Centro - 40 Lana-Zúñiga - 41 Montejurra - 42 Cirauqui-Mañeru - 43 Codés - 44 Viana - 45 Aguilar Occidental - 46 Lazagurría |
| Navarre moyenne orientale : | - Sangüesa ( Zangozerria) - Tafalla (Tafallaldea)                                                                                               | - 47 Vallée d'Aibar - 48 Cáseda-Gallipienzo - 49 Javier-Yesa - 50 Liédena-Sangüesa - 51 Petilla de Aragón - 52 Artajona-Tafalla - 53 Valdorba - 54 Olite - 55 San Martín de Unx - Ujué - 56 Arga moyen                              |
| Ribera Alta :               | - Ribera Arga-Aragon (Arga-Aragoiko Erribera) - Ribera del Alto Ebro (Erribera Garaia)                                                          | - 57 Èbre moyen - 58 Haut Èbre - 59 Lerín-Sesma - 60 Aragon Moyen - 61 Aragon-Arga - 62 Bas Aragon |
| Tudela:                     | - Tudela (Tuteraldea | - 63 Queiles - 64 Arguedas-Castejón-Valtierra - 65 Buñuel-Cortes-Ribaforada - 66 Cabanillas-Fustiñana - 67 Tudela-Fontellas - 68 Alhama                                                                                             |
| ,                           | | |